# 孟知祥墓
孟知祥墓又称和陵，位于四川省成都市北郊的磨盘山。孟知祥是五代后蜀皇帝。他的陵墓是在南方少有具北方草原建筑风格的陵墓。。
1980年7月7日列為四川省重新確定公布的第一批省級文物保護單位。2006年5月25日公佈為第六批全國重點文物保護單位。